# Henri Espivent de la Villesboisnet
Henri Espivent de La Villesboisnet (Londra, 30 marzo 1813 – Parigi, 25 gennaio 1908) è stato un militare francese.

## Biografia
Iscrittosi alla scuola speciale militare di Saint-Cyr dal 1830, venne promosso al rango di sottotenente nel 1832, tenente dal 1835 e capitano dal 1839.
Partì dunque alla volta dell'Africa ove divenne aiutante di campo del generale Bedeau, prendendo parte alla Battaglia d'Isly e venendo immortalato in un quadro sullo scontro dipinto da Horace Vernet che attualmente si trova presso il castello di Versailles.
Capo squadrone nel 1847, prese parte alla spedizione di Roma come aiutante di campo del generale Oudinot, venendo incaricato dei preparativi per lo sbarco delle truppe a Civitavecchia per soccorrere le truppe pontificie in difesa dello stato papale contro i fervori della Repubblica romana.
Nominato tenente colonnello nel 1849 dopo il successo delle operazioni in Italia, passò al grado di colonnello nel 1852, col quale prese poi parte alla campagna in Italia nell'ambito della Seconda guerra d'indipendenza del 1859, prendendo parte alla Battaglia di Magenta. Dopo la vittoria in Italia, venne promosso Generale di brigata nel 1860 e dieci anni dopo fu Generale di divisione.
Nel 1871 venne inviato a Marsiglia per reprimere i movimenti insurrezionali della Comune di Marsiglia che stava modellandosi sulla Comune di Parigi.
Dopo i fervori rivoluzionari, rimase alla testa del 15º corpo d'armata di stanza a Marsiglia dal 28 settembre 1873 al 28 settembre 1876 per poi passare all'11º corpo d'armata di stanza a Nantes dal 28 settembre 1876 al 31 marzo 1878. Nel frattempo, dal 30 gennaio 1876 venne nominato senatore della terza repubblica francese sotto la quale aveva prestato giuramento, rimanendo in carica per ben 21 anni.
Morì a Parigi il 25 gennaio 1908.